# Pierre Dumoulin-Borie
Pour les articles homonymes, voir Dumoulin, Borie (homonymie) et Saint Pierre.
Pierre Dumoulin-Borie (né le 20 février 1808 à Beynat, décapité le 24 novembre 1838 au Tonkin) est un saint catholique qui est canonisé en 1988, en même temps que les Martyrs du Viêt Nam. Il est fêté le 24 novembre.

## Biographie

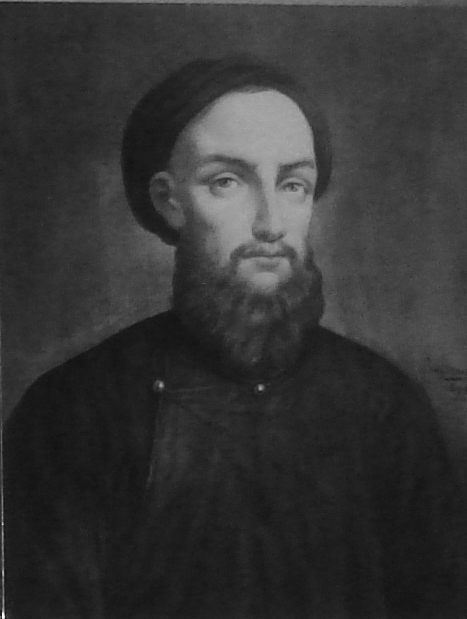
Pierre Borie (1808-1838).

Pierre Dumoulin-Borie est né le 20 février 1808 dans le moulin de Cors à Beynat (Corrèze).
Il est le sixième des douze enfants de Guillaume Borie et de son épouse, Rose Labrunie.
La famille Borie est une famille bourgeoise du Bas-Limousin, dont les membres ont des destins contrastés. Ainsi, saint Pierre Dumoulin-Borie a pour parrain son oncle Pierre Borie, prêtre réfractaire pendant la Révolution, puis curé de Sionac, alors que l'ainé de ses oncles Jean Borie, est administrateur du département de la Corrèze et député à l'Assemblée législative et à la Convention et vote la mort de Louis XVI.
C'est son oncle et parrain qui se charge des premiers rudiments de son éducation. Pierre hésite sur son orientation de vie et envisage d'être religieux trappiste, puis médecin. Finalement, il opte pour prêtre diocésain et part pour le Petit Séminaire de Servières en 1824. Le 6 octobre 1829, il entre aux Missions étrangères de Paris. Présent à Paris lors des Trois Glorieuses de 1830, il manque de se faire lyncher par la foule, qui le prend pour un Suisse, mais est sauvé par son accent, qui détrompe les émeutiers. Il est ordonné prêtre à Bayeux le 21 novembre 1830, embarque au Havre sur le navire La France et part pour l'Asie. Il arrive à Macao le 18 juillet 1831,.
Entre 1830 et 1832, Dumoulin-Borie apprendra à parler le mandarin et surtout le vietnamien pour communiquer avec les "indigènes", les habitants locaux, et donc parfaire sa mission de prêtre.

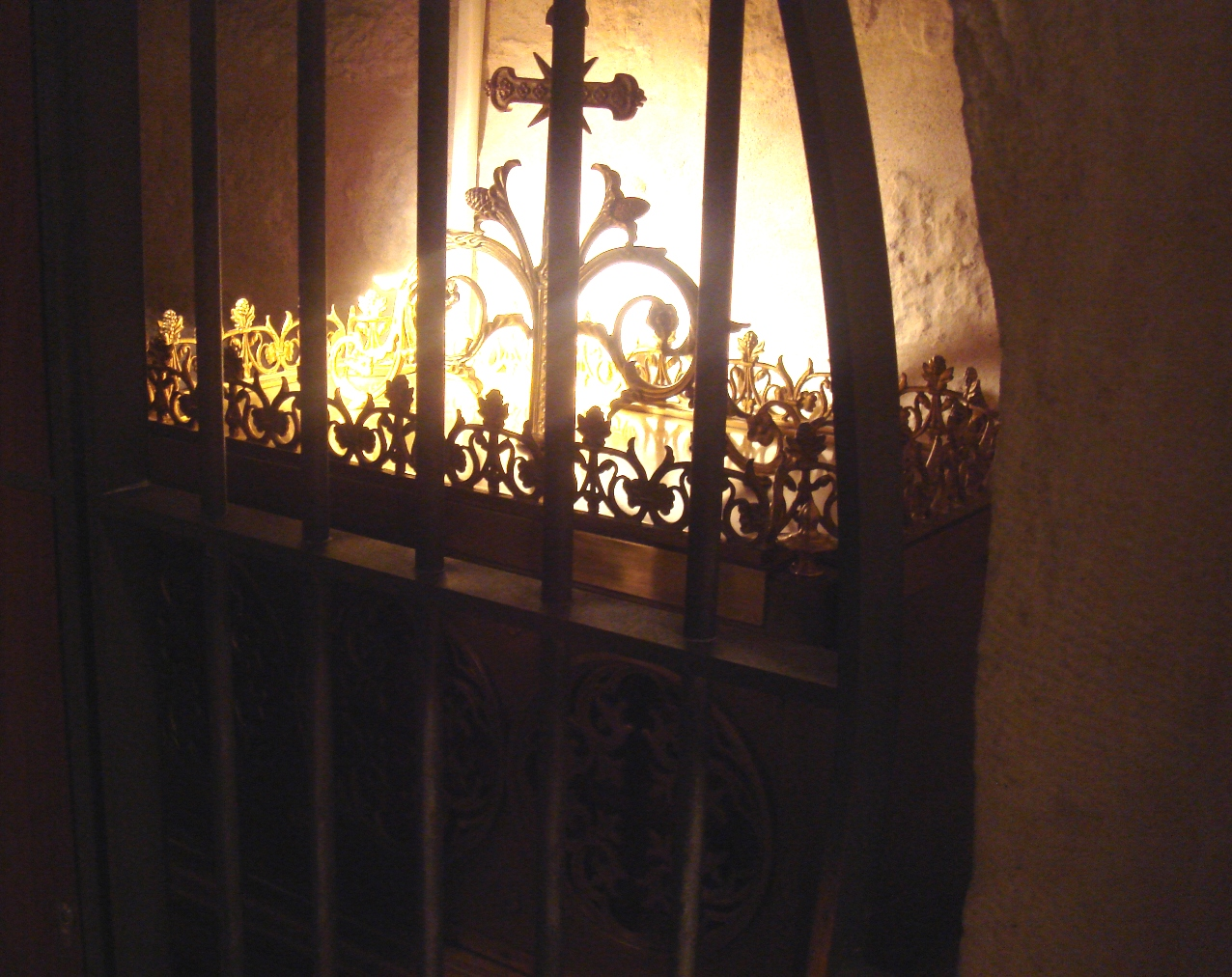
Restes de Pierre Borie, aux Missions étrangères de Paris.

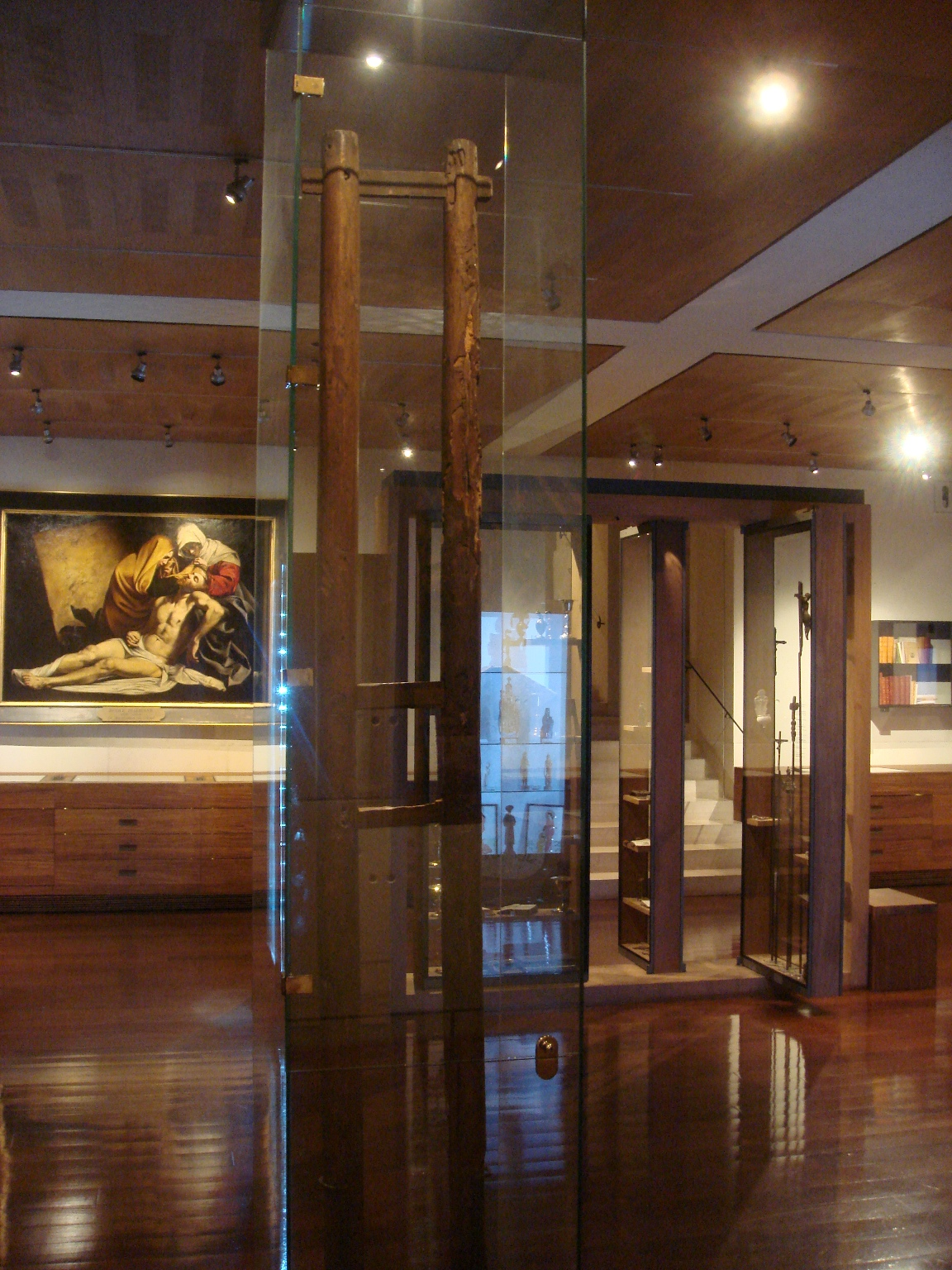
Salle des Martyrs à la Missions étrangères de Paris. Ce qui ressemble à une échelle au milieu est la cangue qu'a portée Pierre Dumoulin-Borie en captivité.

Débarqué à Saïgon avec l'aide de contrebandiers chinois, il rejoint le sud du Tonkin en 1832, où il est bientôt poursuivi par la persécution mais n'en continue pas moins de remplir sa tâche pastorale dans la région qui lui est confiée. En trois ans, il reconstitue deux couvents et plusieurs collèges et entend 4 500 confessions. Il est arrêté en 1838 après sa dénonciation par un de ses amis. Il apprend dans sa prison qu'il vient d'être nommé évêque et vicaire apostolique de l'ouest du Tonkin. La même année, il est condamné à mort et exécuté le 24 novembre à Đồng Hới, au Tonkin.
Le bourreau qui doit le décapiter, éprouve une grande estime pour lui et, pour se donner courage au moment de l'exécuter, doit boire tellement qu'il est complètement ivre quand il se présente devant sa victime. Incapable de faire son office, le bourreau doit s'y reprendre sept fois avant de réussir l'exécution.
Les restes de Dumoulin-Borie sont exhumés secrètement onze mois après son exécution. Ils reposent aujourd'hui dans la Salle des Martyrs du séminaire des Missions étrangères de Paris.

## Béatification
Pierre Dumoulin-Borie est béatifié le 27 mai 1900 par le pape Léon XIII, il est canonisé avec les 117 Martyrs du Viêt Nam le 19 juin 1988 par le pape Jean-Paul II.